# 1962 dans le catholicisme
Chronologie du catholicisme
- 1958
- 1959
- 1960
- 1961
- 1962
- 1963
- 1964
- 1965
- 1966

Cet article présente les faits marquants de l'année 1962 dans le catholicisme.

## Évènements
- 19 mars : création de 10 cardinaux par Jean XXIII.
- 11 octobre : ouverture du Concile Vatican II
- 8 décembre : fin de la première session du concile.
- 9 décembre : canonisation de Pierre-Julien Eymard, François-Marie de Camporosso et Antoine-Marie Pucci.

## Naissances

### Janvier
- 6 janvier : Max Leroy Mésidor, prélat haïtien, archevêque de Port-au-Prince
- 9 janvier : Gabriel Sayaogo, prélat burkinabé, archevêque de Koupéla
- 13 janvier : David Motiuk, prélat canadien, évêque d'Edmonton des Ukrainiens
- 27 janvier : Tugdual Derville, personnalité catholique française, figure du mouvement pro-vie
- 30 janvier : Éric de Moulins-Beaufort, prélat français, archevêque de Reims et président de la Conférence des évêques de France

### Février
- 25 février : Michael Mulhall, prélat canadien, archevêque de Kingston

### Mars
- 3 mars :
  - Daniele Badiali, prêtre italien, missionnaire au Pérou, assassiné, serviteur de Dieu († 18 mars 1997)
  - Dieudonné Datonou, prélat béninois, diplomate du Saint-Siège et archevêque titulaire de Vico Equense (de)
  - Luis José Rueda Aparicio, cardinal colombien, archevêque de Bogotá
- 10 mars : Jean-Paul Vesco, cardinal franco-algérien, archevêque d'Alger
- 18 mars : Joachim Ouédraogo, prélat burkinabé, évêque de Koudougou
- 28 mars : Martin Werlen, moine bénédictin suisse, abbé de l'abbaye territoriale d'Einsiedeln

### Avril
- 7 avril : Gallela Prasad, prélat indien, évêque de Cuddapah (en)
- 21 avril : Denis Jachiet, prélat français, évêque de Belfort-Montbéliard
- 25 avril : Joseph Befe Ateba, prélat camerounais, évêque de Kribi († 4 juin 2014)
- 29 avril : Stephan Burger, prélat allemand, archevêque de Fribourg

### Mai
- 3 mai : Gianmario Pagano, prêtre, enseignant, scénariste et écrivain italien
- 15 mai : Helmut Dieser, prélat allemand, évêque d'Aix-la-Chapelle
- 19 mai : Francisco Javier Stegmeier Schmidlin, prélat chilien, évêque de Villarrica
- 23 mai : José Avelino Bettencourt, prélat luso-canadien, diplomate du Saint-Siège et archevêque titulaire d'Aemona

### Juillet
- 11 juillet : Didier Berthet, prélat français, évêque de Saint-Dié († 8 septembre 2023)
- 16 juillet : Mirosław Adamczyk, prélat polonais, diplomate du Saint-Siège et archevêque titulaire d'Otriculum (de)
- 17 juillet : Benoît Bourgine, théologien et enseignant français
- 18 juillet : Víctor Manuel Fernández, cardinal argentin de la Curie
- 20 juillet : Maurizio Bravi (en), prélat italien, diplomate du Saint-Siège et archevêque titulaire de Tolentino (it)

### Août
- 15 août : Christoph Hegge, prélat allemand, évêque auxiliaire de Münster et évêque titulaire de Sicilibba (de)
- 31 août : Nicolas Brouwet, prélat français, évêque de Nîmes

### Septembre
- Septembre : Éric Jacquinet, prêtre français ayant travaillé pour la Curie
- 12 septembre : Thierry-Dominique Humbrecht, prêtre dominicain, écrivain, théologien et philosophe français
- 20 septembre : Wilfried Theising, prélat allemand, évêque auxiliaire de Münster et évêque titulaire de Mina (de)

### Octobre
- 12 octobre : Corrado Lorefice, prélat italien, archevêque de Palerme
- 25 octobre : Antoine de Romanet, prélat français, évêque aux armées françaises

### Novembre
- 2 novembre : Guillaume de Tanoüarn, prêtre traditionaliste français
- 3 novembre : Philibert Tembo Nlandu, prélat congolais, évêque de Budjala
- 14 novembre : Alberto Ortega Martín, prélat espagnol, diplomate du Saint-Siège et archevêque titulaire de Midila (de)
- 19 novembre : Michael Banach, prélat américain, diplomate du Saint-Siège et archevêque titulaire de Memphis (de)

### Date précise inconnue
- François Boëdec, prêtre jésuite français, provincial de la province d'Europe occidentale francophone de la Compagnie de Jésus
- Catherine Chevalier, théologienne et enseignante belge

## Décès
- 7 janvier : Pierre Valentin, prélat et missionnaire français, évêque de Kangding (° 11 décembre 1880)
- 18 janvier : Christian Caminada, prélat suisse, évêque de Coire (° 6 janvier 1876)
- 5 février : Gaetano Cicognani, cardinal italien de la Curie, précédemment diplomate du Saint-Siège et archevêque titulaire d'Ancyre (de) (° 26 novembre 1881)
- 6 février : Teodosio de Gouveia, cardinal et missionnaire portugais, archevêque de Lourenço Marques (° 13 mai 1889
- 15 février : Aloisius Joseph Muench, cardinal américain, diplomate du Saint-Siège et archevêque titulaire de Sélymbrie (de) (° 18 février 1889)
- 25 février : Bienheureuse Maria Ludovica De Angelis, religieuse, missionnaire et directrice d'hôpital italienne (° 24 octobre 1880)
- 11 mars : Jozef Čársky, prélat slovaque, évêque auxiliaire de Košice et évêque titulaire de Thagora (de) (° 9 mai 1886)
- 23 mars : Bernard Roland-Gosselin, prêtre et philosophe thomiste français (° 28 mai 1886)
- 8 avril : Amable Chassaigne, prélat français, évêque de Tulle puis évêque titulaire d'Aquæ Albæ-en-Byzacène (de) (° 6 avril 1885)
- 28 avril : Sainte Jeanne Beretta Molla, médecin italienne (° 4 octobre 1922)
- 8 mai : Stephen Brown, prêtre jésuite, écrivain et bibliothécaire irlandais (° 24 septembre 1881)
- 16 mai : Pierre Finet, prêtre jésuite et résistant français, compagnon de la Libération (° 12 février 1893)
- 8 juin : Joseph Félix Blanc, prélat mariste et missionnaire français, vicaire apostolique des Îles Tonga et évêque titulaire de Dibon (de) (° 26 mars 1872)
- 11 juin : Georges Dandoy, prêtre jésuite, missionnaire en Inde et théologien belge (° 5 février 1882)
- 15 juin : Eugeniusz Baziak, prélat polonais, archevêque de Lviv (° 8 mars 1890)
- 24 juin : Paul Louis, prêtre, personnalité des patronages et résistant français (° 11 juillet 1906)
- 7 juillet : Giovanni Panico, cardinal italien, diplomate du Saint-Siège et archevêque titulaire de Justiniana Prima (de) (° 12 avril 1895)
- 13 juillet : Auguste Cesbron, prélat français, évêque d'Annecy (° 7 décembre 1887)
- 29 juillet : Gabriele Acacio Coussa, cardinal syrien de la Curie, précédemment archevêque titulaire d'Hiérapolis-en-Syrie des Grecs-melchites (de) (° 3 août 1897)
- 20 août : Bienheureux Teofilius Matulionis, prélat lituanien, archevêque-évêque de Kaišiadorys, martyr du communisme (° 4 juillet 1873)
- 20 septembre : Georges de Castillon de Saint-Victor, aéronaute et homme politique français devenu religieux jésuite (° 17 septembre 1870)
- 16 octobre : Martial Lekeux, prêtre franciscain et écrivain belge (° 19 juin 1884)
- 19 octobre : Geneviève Gallois, religieuse et peintre française (° 22 septembre 1888)
- 28 octobre : Camille Duvaux, prêtre et espérantiste français (° 1er octobre 1866)
- 9 décembre : Edmond Chabot, prêtre et compositeur français (° 21 décembre 1874)
- 31 décembre : Louis-Joseph Kerkhofs, prélat belge, évêque de Liège (° 15 février 1878)